# Concattedrale di Santa Maria Assunta (Orte)

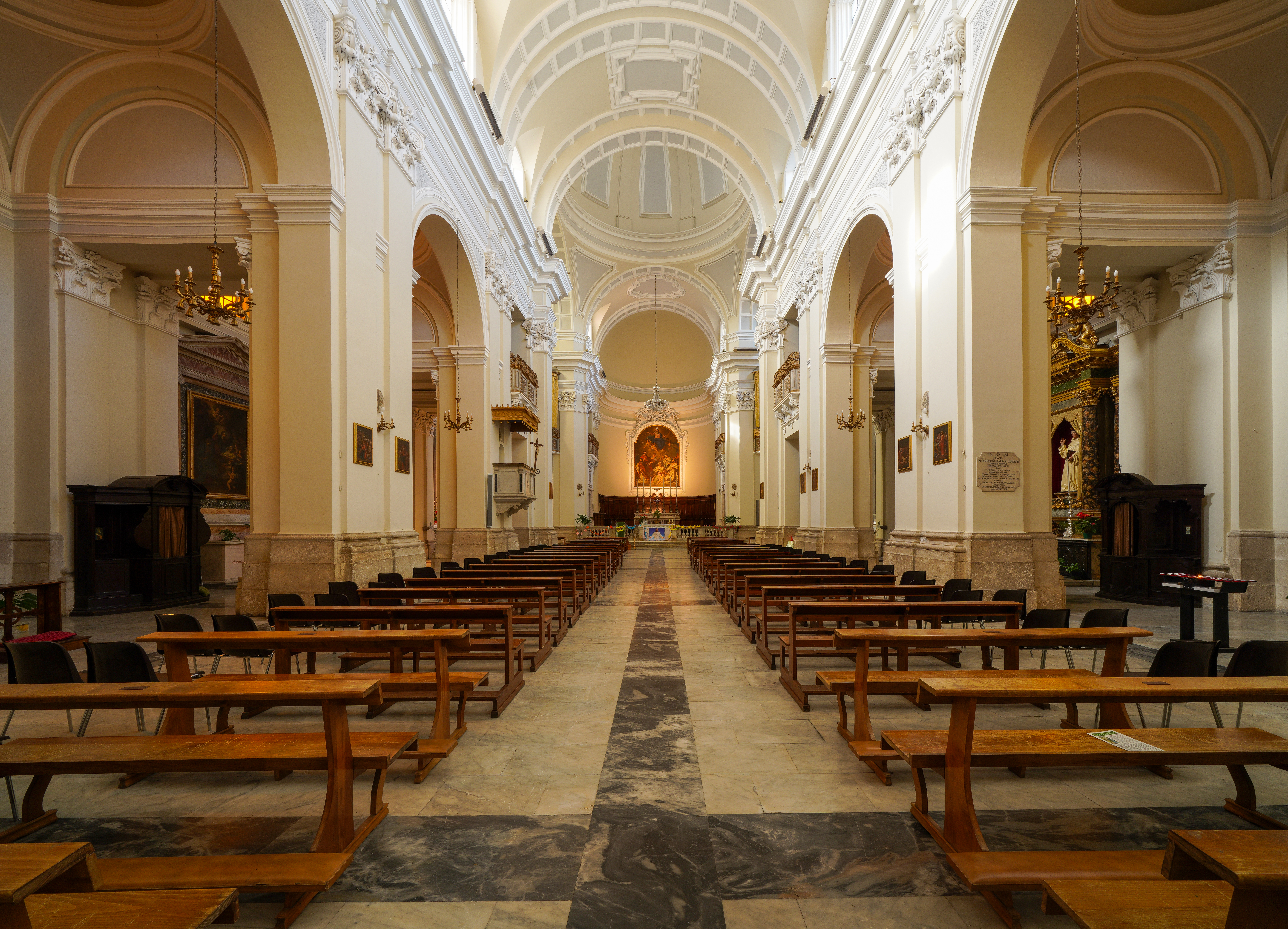
Interno

La concattedrale di Santa Maria Assunta è il principale luogo di culto di Orte in provincia di Viterbo, nel Lazio, concattedrale della diocesi di Civita Castellana, dopo esser stata cattedrale della diocesi di Orte, ora sede titolare. Ha la dignità di basilica minore.

## Descrizione

### Arte e architettura
Affaccia sulla piazza principale (Piazza della Libertà, già Piazza Santa Maria) e affianca il palazzo vescovile. L'attuale basilica fu costruita in sostituzione della precedente basilica medievale, di cui conserva l'impianto a tre navate, ed aperta al culto nel 1721, dal vescovo Giovanfrancesco Tenderini. La decorazione a stucchi è di un pregevole rococò, piuttosto sobrio ed elegante. Dietro l'altar maggiore, in marmi policromi, l'abside è animata da un coro ligneo, di buona fattura, e dalla grande tela di Giuseppe Bottani "Regina Martirum e otto santi". Il pavimento, originariamente in cotto, fu sostituito nella seconda metà del Novecento con marmo bianco di Carrara e fasce di bardiglio.
A seguito di quella stessa ristrutturazione furono eliminati i lampadari in cristallo, che completavano con leggerezza aerea l'architettura settecentesca della chiesa, e dismessi i paramenti solenni in damascato bordati d'oro, che era uso, in epoca preconciliare, allestire per le cerimonie solenni. Sotto l'altare maggiore sono conservate, in teca di vetro, le reliquie dei SS. Martiri, compatroni della città.

### Organo a canne
Particolarmente pregevole è l'organo a canne, costruito nel 1721 da Domenico Densi (1691-1779), che riutilizzò parte del materiale fonico dello strumento preesistente costruito nel 1582 da Domenico Benvenuti; è stato recentemente restaurato ed inaugurato il 18 maggio 2001 dal Maestro Wijnand Van der Pol. L'organo è a trasmissione meccanica, con consolle a finestra avente un'unica tastiera di 51 note con prima ottava scavezza e pedaliera a leggio di 14 note con prima ottava scavezza.